# Amyrmex
Amyrmex é um gênero de insetos, pertencente a família Formicidae.